# Cedar Springs, Ohio
Cedar Springs là một khu chưa hợp nhất tại Quận Preble, tiểu bang Ohio, Hoa Kỳ.

## Lịch sử
Suối tự nhiên trong khu vực được người Mỹ bản địa tin rằng có chất lượng dược liệu. Cái tên Cedar Springs đã bắt đầu vào những năm 1870 khi một khách sạn mở tại suối.